# Sõmeri (poloostrov)
Poloostrov Sõmeri (estonsky Sõmeri poolsaar) se nachází v jihozápadní části Estonska v severní části Rižského zálivu. Administrativně patří pod obec Lääneranna v kraji Pärnumaa.
Nejvyšší místo je 5 m n. m. Východně od poloostrova jsou ostrovy Kõrksaar a Rootsiklaid.
Na území poloostrova stojí maják Sõmeri, který byl postaven v roce 1954.